# Bibliothèque nationale du Kosovo
La bibliothèque nationale du Kosovo est une bibliothèque fondée en 1944 et située à Pristina.

## Histoire
L'histoire des bibliothèques au Kosovo remonte au XVIe siècle avec la construction en 1513 de la bibliothèque Suzi Celebiu à Prizren. Mais ce n'est qu'en 1944 qu'est créée, à Prizren toujours, la première bibliothèque d'envergure nationale. C'est la bibliothèque nationale du Kosovo. Cette structure changera de nom à plusieurs reprises avant que son rôle national ne soit consacré dans son nom en 1999 lorsqu'elle prend le nom de bibliothèque nationale et universitaire du Kosovo.
La construction du bâtiment principal, situé à Pristina, a commencé en 1974 et la bibliothèque a été inaugurée le 25 novembre 1982. En 1983, le fonds de la bibliothèque contenait 600 000 documents.
Entre 1990 et 1999, la bibliothèque a dû se conformer aux lois mises en place qui ont conduit au renvoi de 91 employés albanais ou non serbes. Durant cette même période, les collections de la bibliothèque se sont enrichies de 22 000 documents en langue serbe, alors que 125 981 ouvrages en albanais étaient envoyés au pilon.

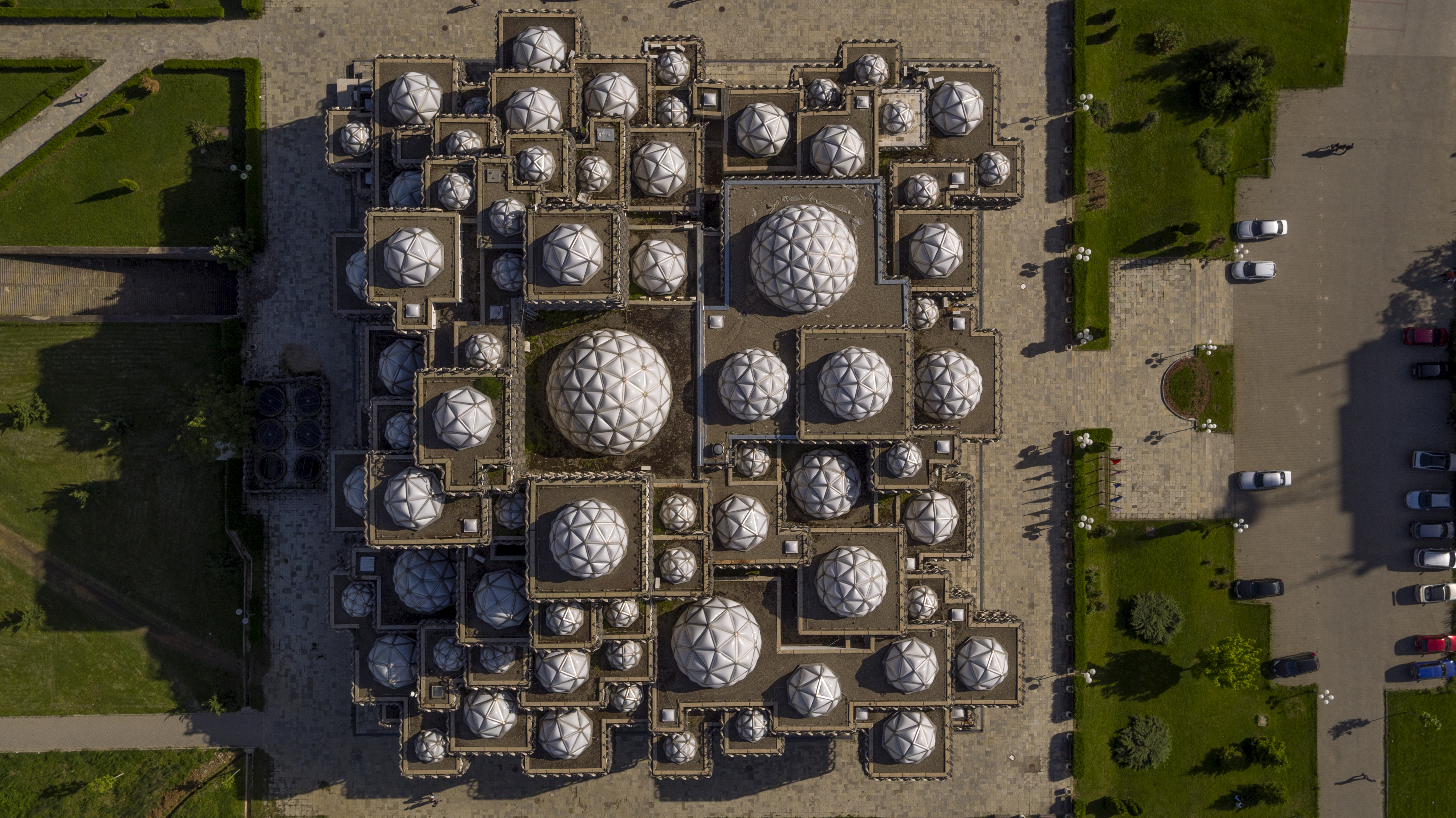
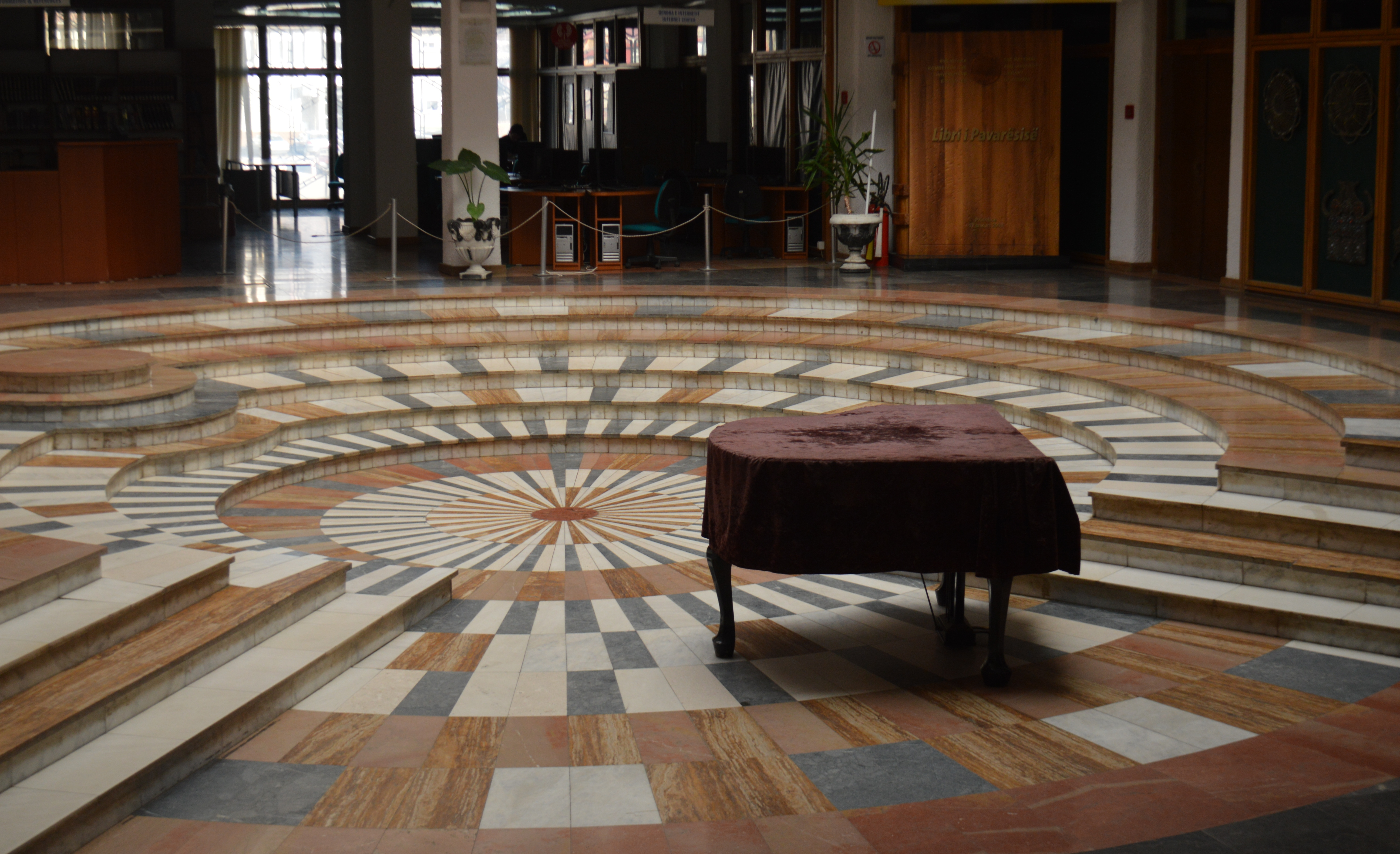
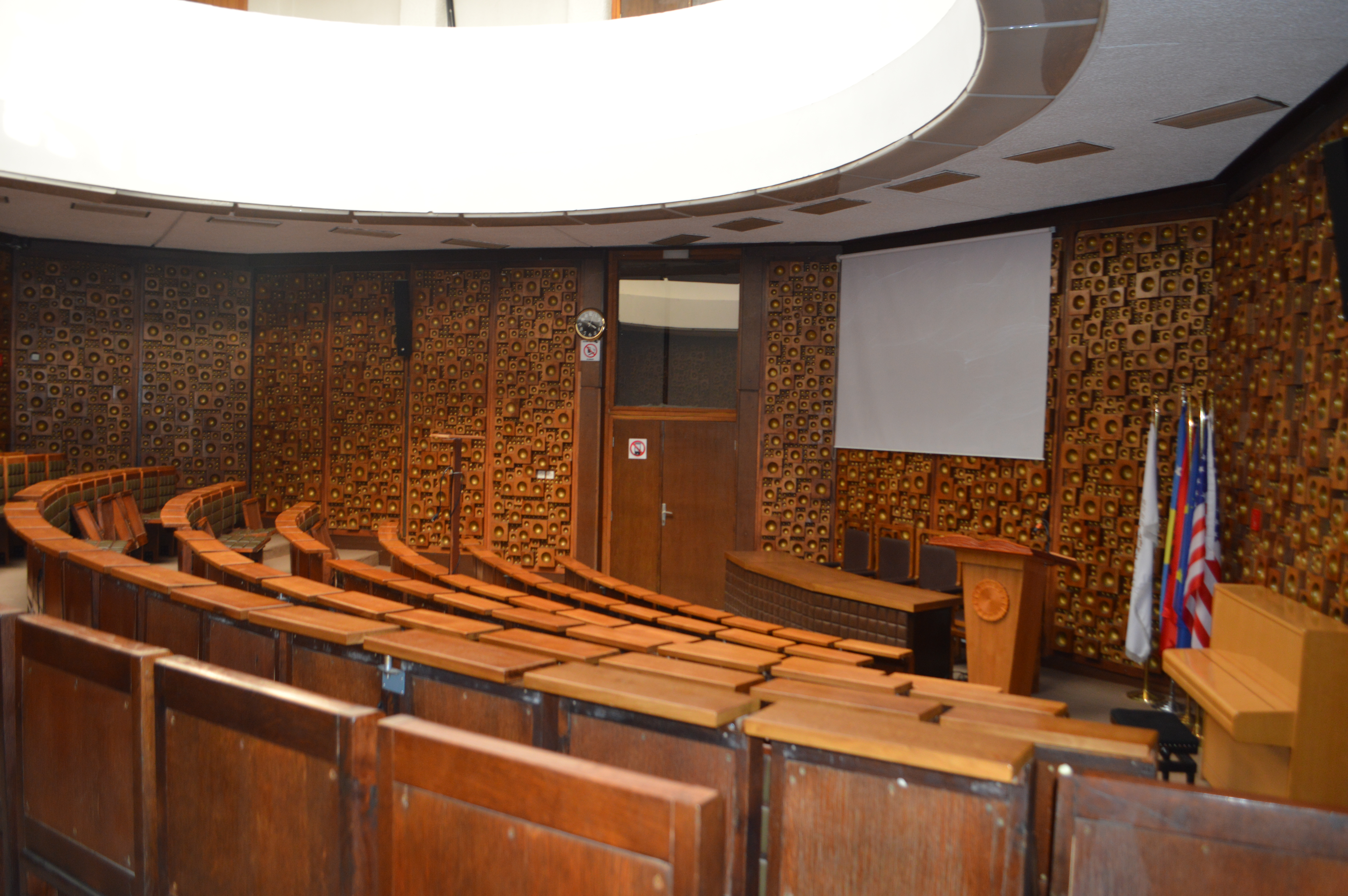
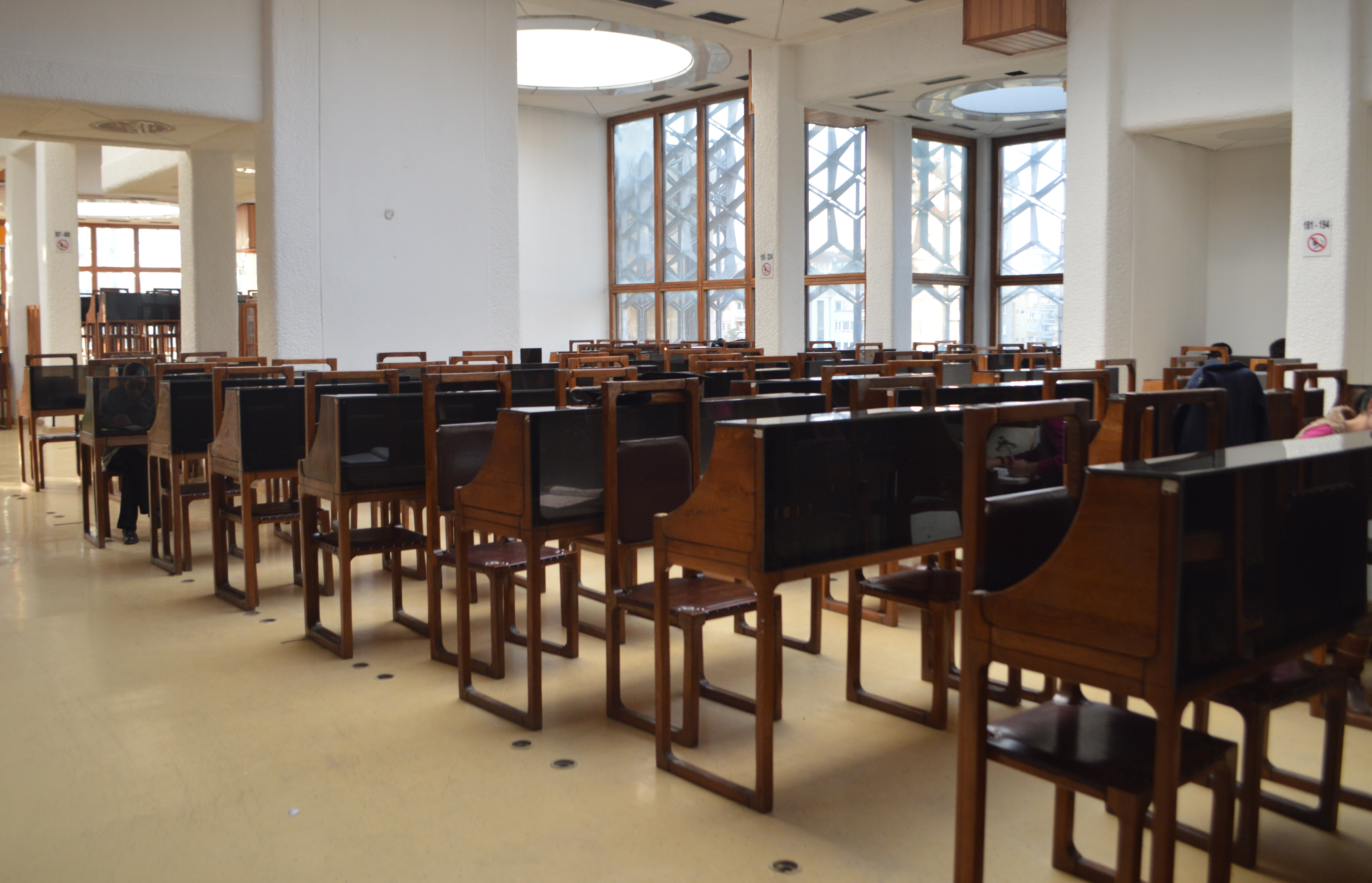
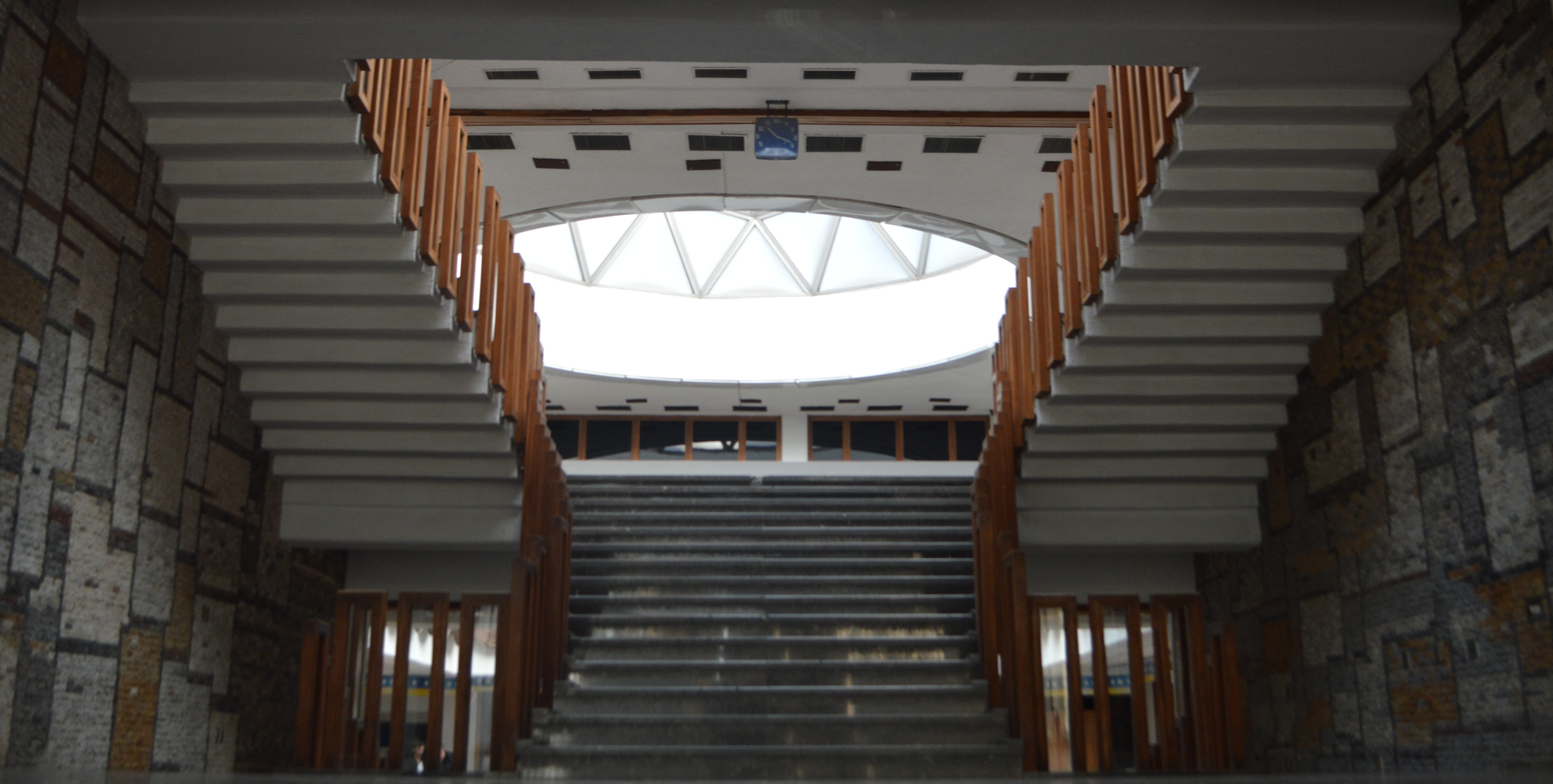
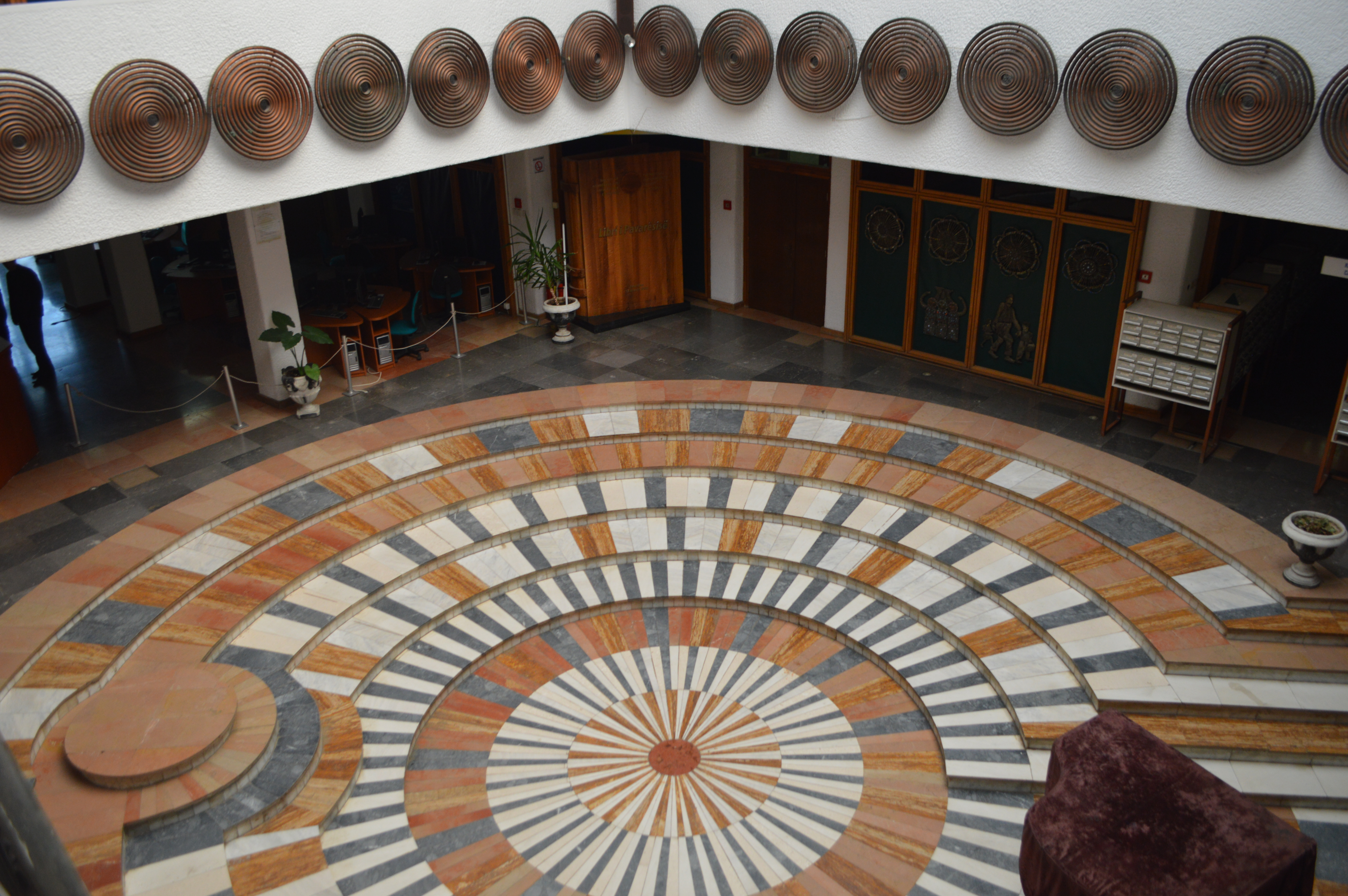
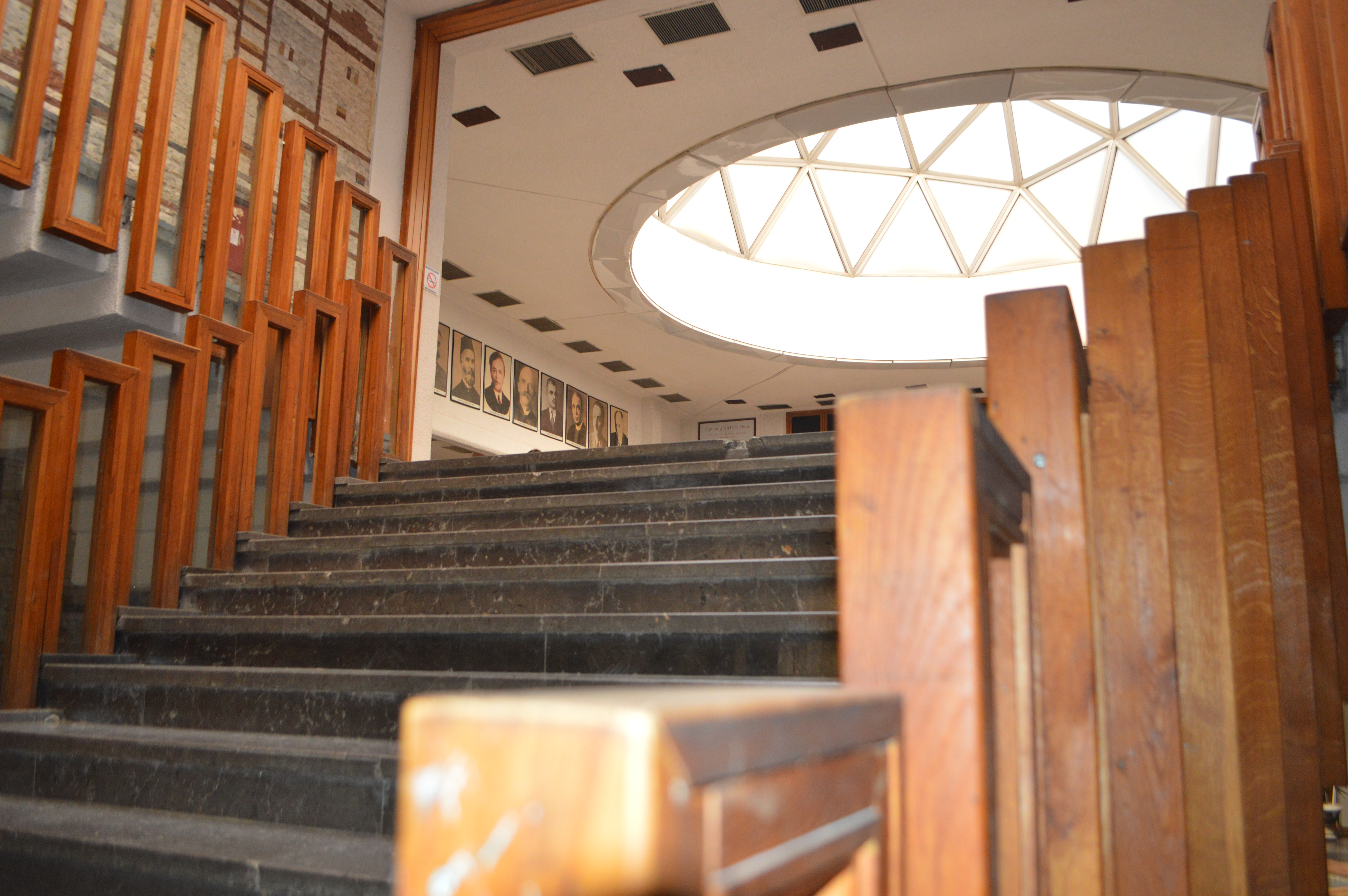